# Kivjái mészárlás
A kivjái mészárlás egy 1953-as incidens volt a ciszjordániai Kivjá faluban, melynek során izraeli katonák – Aríél Sárón parancsnoksága alatt – lemészárolták a jordániai megszállás alatt lévő falu 69 lakosát, bosszúból egy palesztin támadásra, mely az izraeli Jehúd városban egy nő és két gyermeke halálát okozta. Habár a mészárlást az Amerikai Egyesült Államok, az ENSZ és több ország is elítélte, az izraeli hatóságok a felelősöket soha nem vonták felelősségre.

## Előzmények
Az 1948-as arab–izraeli háborút követően, a szembenálló felek közti fegyverszünet megkötése ellenére, a következő években több határincidensre is sor került az izraeli határ térségében. 1949 és 1952 között 57 izraeli személy vesztette életét a határ menti összecsapások következményeként, többségük civil volt. 1953 első hónapjaiban további 32 személlyel végeztek Jordániából átszivárgott palesztin fegyveresek (fedajenek) Ezzel párhuzamosan, az említett időszakban, izraeli katonák 44 bevetést hajtottak végre, többségében az 1949 óta jordániai megszállás alatt lévő Ciszjordánia területén.
1953. október 12-én a ciszjordániai határhoz közel fekvő Jahúdban egy kézigránáttal végrehajtott támadásban életét vesztette egy helybéli nő és két gyermeke. Habár az elkövetők kilétére nem derült fény, az izraeli kormány egyértelműen a palesztin fedajeneket vádolta meg a támadással és valószínűsítette, hogy a fegyveresek a közeli Kivjá faluból szivároghattak át izraeli területre. Dávid Ben-Gúrión miniszterelnök megbízásából Pinhas Lavon védelmi miniszter megkezdte egy bosszúhadjárat előkészítését, melynek célja a jahúdi mészárlás tetteseinek felkutatása volt. A hadművelet a Sosana fedőnevet kapta és a 101. különleges hadosztály katonáit bízták meg a végrehajtással, Aríél Sárón parancsnoksága alatt.

## A mészárlás

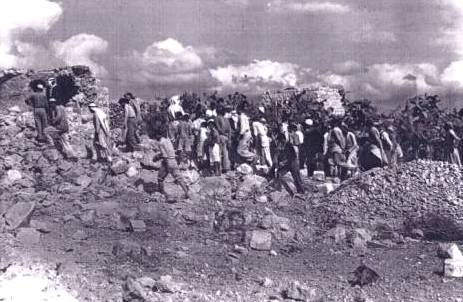
Hazatérő palesztinok az izraeli támadás után.

A kivjái hadművelet 1953. október 14-én, este fél tízkor vette kezdetét, 130 izraeli katona részvételével. A katonák ún. Bangalore torpedókat használtak a falut körülvevő szögesdrótkerítés megsemmisítésére és elaknásították a faluba vezető utakat, a jordániai csapatok esetleges közbelépésének megakadályozására. A katonák három oldalról törtek be a faluba, majd egy rövid tűzpárbajban semlegesítették a falut védő 12 fegyverest, az összecsapásban egy izraeli katona is megsebesült. Ezt követően az izraeli katonai mérnökök dinamittal felrobbantottak több házat, melyeknek lakói életüket vesztették, majd hajnalban a hadműveletet befejezettnek nyilvánítva, a katonák kiürítették a települést.
Visszaemlékezések szerint Shárón személyesen utasította katonáit a "kemény leszámolásra", egyes beszámolók alapján a katonák több házba is betörtek, kézigránáttal "tisztítva" meg azokat. Az izraeli tábornok azonban ezt emlékirataiban tagadta, azt állítva, hogy a katonák minden házat átvizsgáltak a megsemmisítés előtt, így úgy vélte, hogy a felrobbantott házak üresek voltak. A néhány nappal később a helyszínre utazó ENSZ bizottság azonban holttesteket talált közvetlenül az ajtók előtt és golyónyomokat az épületek ajtajain, ez alapján valószínűsítve, hogy a lakók a heves tűz miatt voltak kénytelenek házaikban maradni.

## Nemzetközi reakciók
Az arab–izraeli fegyverszünet betartását ellenőrző ENSZ-bizottság azonnal elítélte az izraeli hadsereget az atrocitásért. Október 18-án az Amerikai Egyesült Államok kormánya "mély együttérzését" fejezte ki az áldozatok hozzátartozóinak, valamint felszólította Izraelt, hogy vonja felelősségre a mészárlás elkövetőit. Október végén az ENSZ BT is egyöntetűen elítélte Izraelt.
A nemzetközi felháborodásra válaszul, az izraeli kormány egy közleményt bocsátott ki, melyben tagadták az izraeli hadsereg részvételét az incidensben, azt állítva, hogy fegyveres izraeli civilek hajtották végre azt, a korábbi támadásokra válaszul. A közlemény ellen Móse Sárett későbbi izraeli miniszterelnök hiába tiltakozott. Aríél Shárónt sem vonták soha felelősségre, ellenben Uri Avnery izraeli újságírót – aki követelte az események kivizsgálását – ismeretlen tettesek súlyosan bántalmazták.

## Következmények
A támadásra válaszul a jordániai Arab Légió jelentős csapaterősítést küldött Kivjá térségébe. Az izraeli hadvezetés az incidenst követően megtiltotta a civil célpontok támadását, majd néhány héttel a mészárlást követően felszámolták a 101. különleges hadosztályt.